# Coelops frithii
Coelops frithii is een zoogdier uit de familie van de bladneusvleermuizen van de Oude Wereld (Hipposideridae). De wetenschappelijke naam van de soort werd voor het eerst geldig gepubliceerd door Blyth in 1848.